# Melisa Vallejo
Melisa Vallejo (Córdoba, provincia de Córdoba, Argentina, 26 de junio de 1990) es una exfutbolista argentina.
Debutó en Racing y se retiró en Barrio Parque, con un destacado paso por Talleres, club del que fue capitana durante los primeros cinco años de competición de Las Matadoras.
Fue una de las impulsoras de la creación del torneo femenino de fútbol de la Liga Cordobesa de Fútbol.

## Trayectoria
Vallejo comenzó jugando al hockey desde los 10 años en el Córdoba Athletic. Empezó a estudiar Ingeniería Industrial en la Universidad Tecnológica Nacional, donde tuvo su primer acercamiento al fútbol. En 2009, se unió a Racing, donde estuvo tres años.
Se unió a Talleres cuando se formó la división femenina del club. Fue la primera capitana de Las Matadoras, con las que logró el subcampeonato de la Liga Cordobesa de Fútbol en su primera competencia y el Torneo Liguilla en 2015. En ese torneo, a pesar de jugar en el mediocampo, fue la tercera goleadora del club, con ocho tantos.
Una lesión entre 2017 y 2018 la alejó de las canchas, pero no le impidió alcanzar la marca de ser una de las futbolistas con los períodos más largos defendiendo la camiseta de Talleres. Volvió a jugar en 2019 para finalizar su carrera en Barrio Parque, club en el que jugó hasta 2022, en donde también fue capitana.

## Clubes
| Club          | País      | Año         |
| ------------- | --------- | ----------- |
| Racing (C)    | Argentina | 2009 - 2011 |
| Talleres      | Argentina | 2012 - 2017 |
| Barrio Parque | Argentina | 2019 - 2022 |